# Барон Корбин
Томас „Том“ Песток (роден на 13 септември 1984) е американски кечист (професионален борец) и оттеглил се боксьор и играч на американски футбол.
Работи с WWE, където участва под сценичното име Барон Корбин. Той е атакуващ нападател на Indianapolis Colts и Arizona Cardinals в National Football League, както и трикратен шампион на Златната ръкавица и шампион по граплинг. Корбин също е победителя на третата ежегодна Кралска битка в памет на Андре Гиганта на КечМания 32.

## В кеча
- Финални ходове
  - End of Days[2] (Modified lifting reverse STO)
- Ключови ходове
  - Deep Six (Spinning back suplex, понякога повдигнат като spinning side slam)
- Прякори
  - „Самотния вълк“
  - „Г-н Договора в Куфарчето“
  - „The Shortcut King“
- Входни песни
  - „Superhuman“ на CFO$[5] (NXT/WWE; от 16 октомври 2014 г.)

### Титли и постижения
- Pro Wrestling Illustrated
  - PWI го класира като No. 53 от топ 500 индивидуални кечисти в PWI 500 през 2016
- Revolver
  - Най-железният спортист (2016)
- WWE
  - Шампион на Съединените щати на WWE (1 път)
  - Трофей в памет на Андре Гиганта (2016)
  - Г-н Договора в Куфарчето (2017)